# 藤沢市八部野球場
藤沢市八部野球場（ふじさわしはっぺやきゅうじょう）は、神奈川県藤沢市の八部公園（通称：鵠沼運動公園）内にある野球場。施設は藤沢市が所有し、公益財団法人藤沢市スポーツ振興財団が指定管理者として運営管理を行っている。

## 歴史
1970年完成。同年以降、高校野球などアマチュア野球公式戦が行われている。
1977年7月、横浜スタジアムの建設に伴い、横浜公園平和野球場が解体された際、それまで平和野球場で使用していたスコアボードが八部球場に移設された。老朽化に伴い1984年に改装。スタンド外壁を高くし、地域防災拠点として災害備蓄倉庫を併設した。後にスコアボードは一部磁気反転式に改修された。2019年、スコアボードがフルカラーLEDに更新される。
2023年8月からは外野防護マット（三塁側）の改修工事費用を「CAMPFIREふるさと納税」によるクラウドファンディングで募った。目標金額の5倍近い寄附が集まり、2024年2月に改修工事が完了し、3月より供用を再開した。寄附者の名前を載せた記念銘板の設置も行われたほか、防護マットには100万円以上の寄附を行った企業・団体名が掲出されており（掲出期間は10年間）、また、寄附に参加した藤沢市出身のプロ野球選手・小笠原慎之介の名前も観客席の壁面に掲げられている。

## 施設概要
- 両翼：91 m、中堅：116 m
- 内野：クレー舗装、外野：天然芝
- 収容人員：4,300人
- 照明設備：なし
- スコアボード：磁気反転式

## 交通
- 小田急江ノ島線・鵠沼海岸駅から徒歩約10分
- 江ノ電バス鵠沼運動公園前停留所から徒歩約5分